# Ayden, North Carolina
Ayden, North Carolina (енгл. Ayden) град је у америчкој савезној држави Северна Каролина.

## Демографија
По попису из 2010. године број становника је 4.932, што је 310 (6,7%) становника више него 2000. године.
| Група             | 2000.         | 2010.         |
| Белци             | 2.190 (47,4%) | 2.333 (47,3%) |
| Афроамериканци    | 2.289 (49,5%) | 2.382 (48,3%) |
| Азијати           | 9 (0,2%)      | 12 (0,2%)     |
| Хиспаноамериканци | 102 (2,2%)    | 122 (2,5%)    |
| Укупно            | 4.622         | 4.932         |